# Castellanització
Castellanització és un terme usat per descriure el canvi cultural que es dona quan una cosa o algú que no és castellà (internacionalment conegut com a espanyol) esdevé (voluntàriament o per força) espanyol.
Aquest concepte s'usa sovint amb relació a llengües minoritàries d'Espanya com el català, el basc o el gallec, que estan amenaçades no només per la substitució lingüística sinó també per l'assimilació lingüística progressiva deguda a les similituds tipològiques. També se sol usar per referir-se a la imposició del castellà en antigues colònies castellanes com Mèxic, els indígenes adoptaren l'idioma. Fins fa poc, la castellanització era la política oficial dels governs de molts països hispanoparlants; només algunes programes d'educació bilingüe han permès que totes les llengües comencin a gaudir dels mateixos drets.